# Vuelo 630 de FedEx Express
El vuelo 630 de FedEx Express era un vuelo regular de carga del Aeropuerto Internacional de Seattle-Tacoma al Aeropuerto Internacional de Memphis, en Memphis, Tennessee. El 28 de julio de 2006, el McDonnell Douglas MD-10-10F que operaba el vuelo se estrelló al aterrizar debido a una falla en el tren de aterrizaje.El tren de aterrizaje principal izquierdo colapsó siete segundos después del aterrizaje, lo que provocó que el MD-10 se saliera de la pista sin control. El avión finalmente se detuvo cerca de la calle de rodaje M4 y se incendió. El fuego consumió el ala y el motor de babor, y el impacto y la evacuación dejaron a todos a bordo heridos.

## Descripción

### Aeronave

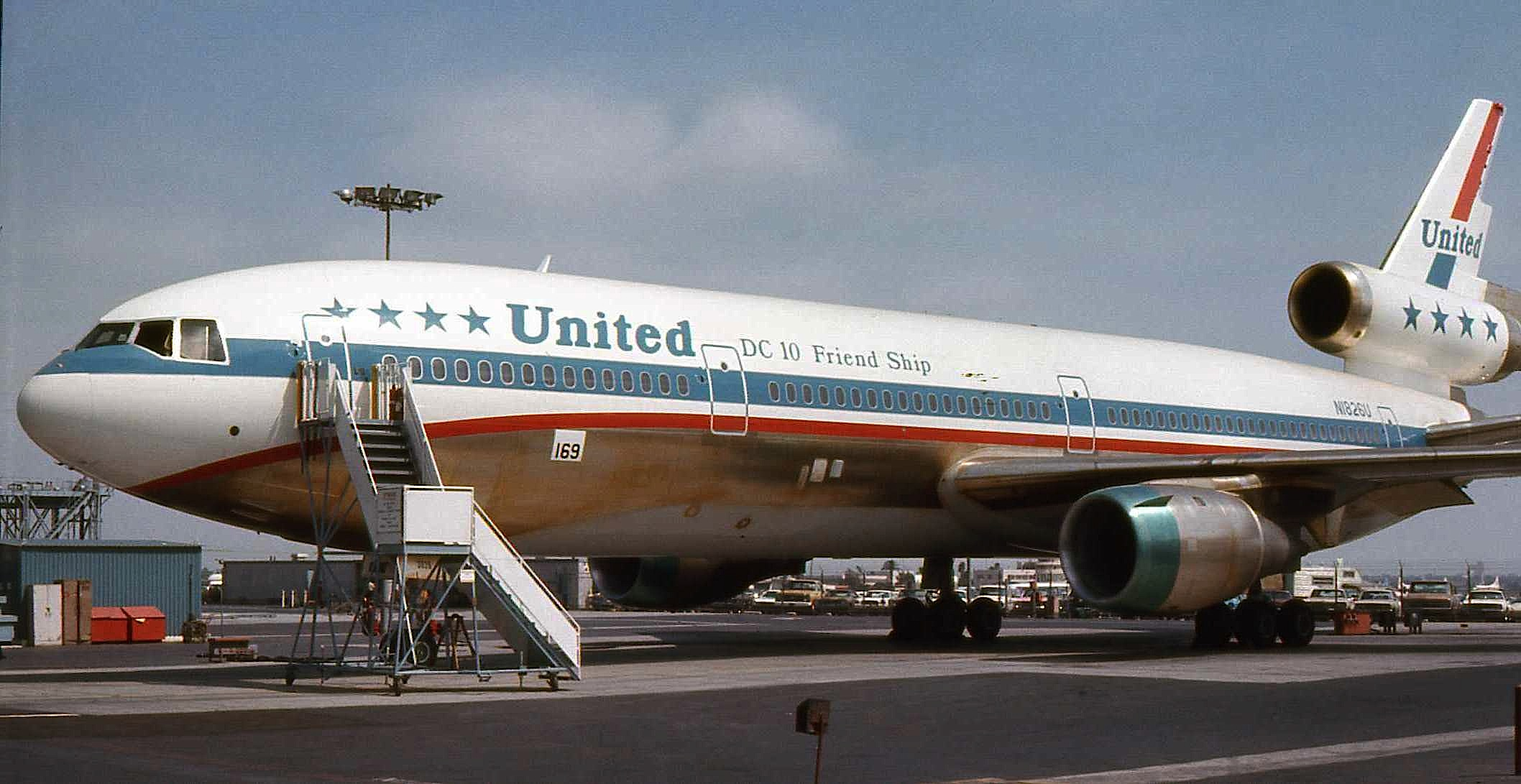
La aeronave involucrada fotografiada cuando estaba en servicio con United Airlines.

La aeronave involucrada era un McDonnell Douglas MD-10-10F, de 32 años de antigüedad, matrícula N391FE, fabricado en 1974 y que se entregó a FedEx Express el 21 de mayo de 1997. Como otros MD-10F de FedEx, la aeronave se entregó originalmente a United Airlines en febrero de 1975 como N1826U. Mientras estaba en servicio con United, fue arrendado temporalmente a otras dos aerolíneas, World Airways y Leisure Air. Con número de línea 169 y número de construcción (MSN) 46625, el avión tenía 32,2 años en el momento del accidente. Como resultado del accidente, fue dado de baja y posteriormente achatarrado.La aeronave había sido apodada Chandra.
En el momento del accidente, FedEx tenía otros 81 McDonnell Douglas MD-10F en su flota.

### Tripulación
Al mando estaba la capitana Jayne C. Akin, de 57 años, quien trabajaba para FedEx Express desde 1979. Contaba con 16.000 horas de vuelo, incluidas 4.223 en el MD-10/11. El primer oficial era Andrew D. Macha, de 38 años, quien trabajaba en la aerolínea desde 2004 y contaba con 5.000 horas de vuelo, de las cuales entre 300 y 350 en el MD-10/11. Macha sirvió previamente en la Fuerza Aérea de los Estados Unidos de 1991 a 2004.

## Accidente
El vuelo 630 de FedEx fue un vuelo regular de carga desde el Aeropuerto Internacional de Seattle-Tacoma al Aeropuerto Internacional de Memphis, en Memphis, Tennessee, operado por los 82 aviones McDonnell Douglas MD-10F de la compañía. El 28 de julio, el N391FE realizaba una aproximación visual a la pista 18R, inicialmente con el piloto automático activado y acoplado al sistema de aterrizaje instrumental (ILS). El copiloto pilotaba el aterrizaje. A 1600 pies (488 m), el avión estaba configurado para aterrizar. A 400 pies (122 m), el piloto automático se desconectó y el tramo de aproximación final transcurrió sin problemas.Al tocar tierra, el tren de aterrizaje principal izquierdo colapsó sin previo aviso, lo que provocó que el ala izquierda entrara en contacto con la pista y el avión se desviara violentamente hacia la izquierda para finalmente detenerse cerca de la calle de rodaje M4.

## Investigación
La NTSB inició una investigación sobre el accidente. El informe final, publicado en 2008, citó una grieta por fatiga en el orificio de la válvula de llenado de aire causada por un mantenimiento inadecuado de la aeronave.